# Trhová Hradská
Trhová Hradská (maďarsky Vásárút) je obec na Žitném ostrově v okrese Dunajská Streda na Slovensku.

## Historie
První písemná zmínka o místě pochází z roku 1245, kdy král Béla IV. daroval místo prešpurské (bratislavské) kapitule. 1399 se připomíná místo zvané Vyfalu (tj. „Nová ves“), 1406 pak Vykwrth. Od roku 1752 zde byla tržní obec. V roce 1828 zde bylo 147 domů a 1047 obyvatel. V průběhu revoluce 1848/1849 se zde odehrála bitva mezi honvédskou a císařskou armádou. Do roku 1918 bylo území obce součástí Uherska. V důsledku první vídeňské arbitráže bylo v letech 1938 až 1945 součástí Maďarska. V letech 1960–1990 bylo Horné Mýto sloučeno s Trhovou Hradskou do obce s názvem Trhové Mýto. Po roce 1990 obec Trhové Mýto zanikla a obce se vrátily ke svým původním názvům.

## Pamětihodnosti
Římskokatolický kostel sv. Antonína Paduánského, původně dřevěný, byl po povodni nahrazen novou budovou postavenou v letech 1668–1672. Tato stavba byla v roce 1757 nahrazena jednolodní původně barokní stavbou na půdorysu řeckého kříže s polygonálním ukončením presbytáře a věží tvořící součást její hmoty. V roce 1906 byl kostel kompletně přestavěn.

## Škola
V obci je škola, která má název Základní škola s mateřskou školou Attilu Józsefa s vyučovacím jazykem maďarským.

## Partnerské obce
- Bőny, Maďarsko